# Гарипова, Раиля Мухаметхановна
Раиля Мухаметхановна Гарипова (тат. Раилә Мөхәммәтхан кызы Гарипова; род. 22 ноября 1946, Казань, Татарская АССР, РСФСР, СССР) — советская и российская артистка балета, балетмейстер. Заслуженный артист Российской Федерации (2017). Народный артист Татарской АССР (1987), Заслуженный артист Татарской АССР (1982). Главный балетмейстер Ансамбля песни и танца Республики Татарстан (1977—н. в.).

## Биография
Раиля Мухаметхановна Гарипова родилась 22 ноября 1946 года в Казани. Мать — Рабига Загидулловна (урожд. Загидуллина, 1910—1982), отец — Мухаметхан Гарипович Гарипов (1906—1987), сапожник, участник Великой Отечественной войны; родом из деревни Сосна, что в Балтасинском районе.
В 1966 году окончила Казанское фармацевтическое училище, работала фармацевтом в аптеке. В 1967—1969 годах была солисткой танцевальной группы Ансамбля песни и танца Татарской АССР. В 1974 году окончила хореографическое отделение Московского института культуры. Вернувшись в Казань, в 1974—1977 годах работала в Ансамбле педагогом-репетитором. С 1977 года занимает пост главного балетмейстера Ансамбля песни и танца Татарской АССР (в дальнейшем — Ансамбль песни и танца Республики Татарстан).
С 1978 года курирует Набережночелнинский колледж искусств, выпускники которого активно вливаются в Ансамбль. В 1982 году выступила одним из инициаторов создания детской хореографической школы студии «Юлдаш», ставшей с 2006 года базовой школой для подготовки будущих танцоров Ансамбля. Воспитала множество учеников, например, таких как заслуженные артисты Республики Татарстан А. и Л. Хаметовы. С 2001 года преподаёт в Казанском государственном институте культуры, где является профессором кафедры народного танца. Также принимает участие в организации фольклорных конкурсов, музыкальных фестивалей.
Гарипова обладает обширными знаниями национального танцевального фольклора, обычаев и традиций, широко и смело внедряет элементы танцевального творчества татарского народа в свои сценическо-хореографические композиции. За более чем 40-летнюю работу в Ансамбле как балетмейстер поставила более ста композиций, войдя в число заслуженных мастеров хореграфии Татарстана и став фактически продолжателем дела Г. Тагирова, у которого сама училась танцу. Визитной карточкой Ансамбля является поставленная Гариповой вокально-хореографическая композиция «Гармун, гармун» («Гармонь, гармонь»), основанная на мелодии А. Ключарёва.
Участвовала в постановках таких вокально-хореографических композиций, как «Сабантуй», «Дуслык бәйрәме» («Хоровод дружбы»), «Туган як моңнары» («Родные напевы»), «Курбан-байрам», «Шәрекъ клубы» («Восточный клуб»), «Шәһәр биюе» («Троицкие вечера»). Поставила танцы «Кызлар җыены» («Девичник»), «Бишле бию» («Пять пар»), «Казан кызлары биюе» («Танец казанских девушек»), «Ярмәк вагы» («Ярмякские дроби»), «Ай, былбылым» («Ай, соловей»), «Көмеш беләзек» («Серебряный браслет»), «Шәл» («Шаль»), «Вальс», «Танго», «Чабата».
Имеет звания народной (1987) и заслуженной артистки Татарской АССР (1982), а также заслуженной артистки Российской Федерации (2017). В 2022 году выдвигалась на получение Государственной премии Республики Татарстан имени Г. Тукая — «за пропаганду татарской национальной хореографии».

## Награды
- Орден «Дуслык» (2022 год) — за высокие достижения в профессиональной деятельности, значительный вклад в укрепление межнационального мира и согласия в Республике Татарстан[21]. Вручён президентом Республики Татарстан Р. Н. Миннихановым на церемонии в Казанском кремле[22].
- Почётное звание «Заслуженный артист Российской Федерации» (2017 год) — за большой вклад в развитие отечественной культуры и искусства, средств массовой информации, многолетнюю плодотворную деятельность[23]. Вручено премьер-министром Республики Татарстан[тат.] А. Песошиным на церемонии в Казанском кремле[24].
- Почётное звание «Народный артист Татарской АССР» (1987 год)[6].
- Почётное звание «Заслуженный артист Татарской АССР» (1982 год)[1].
- Благодарность президента Республики Татарстан (2016 год)[25].

## Личная жизнь
Муж — Ринат Мусавирович Кутдусов (р. 1953), предприниматель. Сын — Камиль (р. 1990), музыкант, выпускник хореографической студии «Юлдаш».